# Anja Andersen
Anja Jul Andersen (Odense, 15 februari 1969) is een voormalig handbalster uit Denemarken, die 133 interlands (726 goals) speelde voor de Deense nationale vrouwenploeg. Ze maakte haar debuut voor de nationale selectie op 25 oktober 1989 tegen Bulgarije.
Met haar vaderland won Andersen eenmaal de olympische titel (1996) en eenmaal de wereldtitel (1997), alle onder leiding van bondscoach Ulrik Wilbek. Daarnaast werd Andersen twee keer Europees kampioen (1994 en 1996). Bij dat laatste toernooi werd ze uitverkoren tot beste speelster van het toernooi. In 1997 werd Andersen uitgeroepen tot IHF-wereldhandbalspeler van het jaar. Na haar in 1999 beëindigde actieve loopbaan ging ze aan de slag als handbalcoach. In die rol had ze onder meer F.C. København Håndbold onder haar hoede.
| Logo van de Olympische Spelen | Goud | Zilver | Brons | Logo van de Olympische Spelen |
|                               | 1    | 0      | 0     |                               |